# Sabino Alves da Silva
Sabino Alves da Silva (?,? - estado do Pará, 17 de agosto de 1972)  foi um trabalhador rural que se tornou uma das vítimas fatais da ditadura militar brasileira. Seu nome é citado no Dossiê Ditadura: mortos e desaparecidos políticos no Brasil (1964-1985), documento organizado em 1979 pela Comissão de Familiares de Mortos e Desaparecidos Políticos, e que contém informações e denúncias sobre assassinatos e desaparecimentos decorrentes da perseguição política executada pelos militares. Segundo registros, ele faleceu no dia 17 de agosto de 1972, em decorrência da explosão de uma granada abandonada pelo Exército na região da Faveira, local próximo ao município de São Raimundo do Araguaia, no estado do Pará. Sabino foi, portanto, alvo de violações de direitos humanos cujas circunstâncias nunca foram averiguadas devidamente pelo Estado Brasileiro.

## Biografia
Assim como as circunstâncias de sua morte são vagamente conhecidas, pouco se sabe sobre a vida de Sabino. Sua data de nascimento e cidade natal são desconhecidas, bem como não há conhecimento sobre sua família. As informações acerca de sua morte apenas foram obtidas através dos depoimentos de Lauro Rodrigues dos Santos, que estava com Sabino no momento do acidente. Lauro era um trabalhador rural nascido em 25 de novembro de 1952, filho dos lavradores Eduardo Rodrigues dos Santos e Maria Brito Rodrigues, que residia na região de São João do Araguaia.
Em depoimento ao Ministério Público da União, Lauro declarou que Sabino encontrou um artefato na mata e posteriormente lhe entregou o objeto. Por desconhecer a procedência e não possuir conhecimento sobre como manusear devidamente o objeto, Lauro o segurou com a mão esquerda e puxou um pino com a mão direita, detonando acidentalmente o dispositivo. Ele relata que sofreu graves ferimentos por todo o corpo, que incluíram também a mutilação de sua mão esquerda, enquanto Sabino morreu imediatamente após a explosão da granada. "O Sabino morreu na hora logo e eu não vi mais nada. Eu ouvia, mas não enxergava, porque a pólvora queimou minha vista", declarou.
Lauro também explicou que Sabino era um dos afilhados de seu pai e que morava junto com sua família. No livro-relatório intitulado "Direito à memória e à verdade", lançado em 2007, que traz importantes informações sobre violações de direitos humanos ocorridas durante a ditadura, Sabino é citado como "empregado de Eduardo Rodrigues dos Santos". Ele conta que no dia 17 de agosto de 1972, após o acidente ambos foram socorridos por seu pai, que chegou duas horas depois, carregando o cadáver de Sabino e o corpo mutilado do filho. Eduardo levou Lauro até um hospital na cidade de Marabá, onde foi tratado pelos seus ferimentos, e posteriormente o corpo de Sabino foi enterrado nessa mesma cidade.
Lauro afirmou que o seu tratamento médico foi arcado pelo Exército, durante um período de 4 meses, e inclusive, ele foi levado de Marabá para Belém, onde ficou internado. O Exército prometeu indenizar Lauro pelos danos causados pela explosão, mas isso nunca ocorreu de fato. Ainda segundo Lauro, a família de Sabino fugiu após esse episódio e nunca mais foram vistos.

## Guerrilha do Araguaia
A morte de Sabino, provocada pela explosão de um dispositivo encontrado pelo trabalhador rural em sua região, está inserida no contexto da Guerrilha do Araguaia. Segundo declarações de Lauro Rodrigues dos Santos, sua família vivia tranquila na roça, na região de Faveira, em São João do Araguaia, até a chegada de militantes e dirigentes do Partido Comunista do Brasil (mais tarde guerrilheiros do Araguaia) em 1968, que compraram um sítio bem próximo à sua casa. O pai de Lauro, Eduardo, teria ajudado os militantes a se habituarem na mata e a conhecerem os segredos do rio Araguaia. Por lá, os comunistas ajudavam como podiam, tendo montado comércio, farmácia, e a casa em que moravam se tornou praticamente o hospital da região.
No final de 1971, Lauro afirmou que os guerrilheiros se mudaram para outro local no meio da mata e foi ele quem ficou cuidando do sítio de Faveira. Ele conta que nessa época as Forças Armadas invadiram a região, deixando os moradores aterrorizados. No dia 28 de março de 1972, 72 militares à paisana chegaram à Faveira atrás dos "terroristas", permanecendo durante oito dias hospedados na casa de Lauro, fazendo diversas perguntas, com revólveres na mão. Quando foram embora, os militares levaram o pai de Lauro preso, que só retornaria dois meses mais tarde.
Em julho de 1972, o exército expulsou os moradores de Faveira e a família de Lauro teve que largar tudo para trás. Ele relata que na madrugada anterior ao acidente que matou Sabino,os militares invadiram e bombardearam a região, tendo incendiado a casa vazia abandonada pelos guerrilheiros. "Foi tiro que só, aquela explosão parece que tinha rachado a terra", ele conta. No dia seguinte, a família de Lauro foi tirar um arame da cerca do sítio: "era eu, papai, dois irmãos menores (de 10 e 8 anos) e mais o lavrador Sabino Alves da Silva. Eu fiquei trabalhando com Sabino, aí ele veio e tinha encontrado a granada, a bomba. Tava no chão, no meio do mato. Ele não conhecia e pegou, levou pra onde eu tava, e eu também não conhecia. Botei ela na mão esquerda e fiquei olhando. Era tipo uma garrafa, de pescoço, baixa, grossa, toda verdinha. Tinha um tampo, quando eu peguei no grampozinho que desarma ela explodiu."

## Investigação
As circunstâncias do falecimento de Sabino Alves da Silva são investigadas pela Comissão Nacional da Verdade, órgão criado em 2011 pela lei nº 12.528 e responsável por apurar desaparecimentos e demais crimes de atentado contra a vida de diversos civis ocorridos durante a ditadura militar. Em 1995, a lei nº 9.140 criou a Comissão Especial sobre Mortos e Desaparecidos Políticos e foi um passo importante para o início de uma reparação civil, através da emissão de atestado de óbitos para desaparecidos políticos, e financeira para os demais civis atingidos pela repressão do Estado. Além disso, teve também como um de seus objetivos “promover a busca de informações e a construção de instrumentos que permitam a elucidação de violações contra os direitos humanos ocorridas durante a ditadura civil militar brasileira”.
O Dossiê Ditadura: Mortos e Desaparecidos Políticos no Brasil (1964-1985), que cita o nome de Sabino, foi e ainda é um importante documento de denúncia que exige justiça através do esclarecimentos dos fatos e a responsabilização dos culpados pelos diversos casos de tortura e desaparecimentos. Formalizado pela Comissão da Verdade do Estado de São Paulo em março de 2014, o documento serviu de fonte para a elaboração do anexo I da Lei 9.140/95, que reconheceu a responsabilidade do Estado pelo desaparecimento de militantes que lutaram contra a ditadura.
Em 2010, a Corte Interamericana de Direitos Humanos condenou o Brasil pelo desaparecimento de 62 pessoas na região do Araguaia, e Sabino foi considerado como uma possível vítima desaparecida. Foi então estabelecido um prazo de 24 meses, após a notificação da sentença, para que fossem apresentados documentos que pudessem comprovar esta condição nos termos da lei nº 9.140/95. Sabino faleceu durante operações que tiveram como objetivo verificar a existência de centros de treinamentos de guerrilheiros na região e providenciar sua neutralização. As ações empregadas, realizadas sob comando das Forças Armadas, foram desenvolvidas em duas fases distintas: a primeira chamada “Busca de Informes” e a segunda de “Isolamento, Cerco e Redução do Inimigo”.

## Ditadura
A ditadura militar brasileira teve início em 1964 e sustentou por 21 anos. O regime foi marcado essencialmente pela censura, perseguição, e uso da violência sistemática. No ano em que Sabino morreu, o Brasil era governado pelo general Emílio Garrastazu Médici (1969-1972) e o regime militar passava pelos "anos de terror". Essa foi uma fase marcada pela centralização do poder nas mãos do presidente, cassação de mandatos políticos e uso extremo da violência como forma de repressão e controle da sociedade civil.

## Ligações Externas
- Registro em Memórias da Ditadura
- Citado em Direito à Memória e à Verdade